# Okres Słupca
Okres Słupca (polsky Powiat słupecki) je okres v Polsku ve Velkopolském vojvodství. Rozlohu má 837,91 km² a v roce 2019 zde žilo 59 077 obyvatel. Sídlem správy okresu je město Słupca.

## Gminy
Městská:
- Słupca

Městsko-vesnická:
- Zagórów

Vesnické:
- Lądek
- Orchowo
- Ostrowite
- Powidz
- Słupca
- Strzałkowo

## Města
- Słupca
- Zagórów

## Sousední okresy
| Růžice kompasu | Hnězdno  | Mogilno      | Mogilno | Růžice kompasu |
| Růžice kompasu | Września | Sever        | Konin   | Růžice kompasu |
| Růžice kompasu | Września | Okres Słupca | Konin   | Růžice kompasu |
| Růžice kompasu | Września | Jih          | Konin   | Růžice kompasu |
| Růžice kompasu | Września | Pleszew      | Konin   | Růžice kompasu |